# Drautal
Drautal er en dal i det sydlige Østrig. Dalen begynder i Østtyrol ved Lienz og ender i Untersteiermark i nærheden af Maribor. Floden Drava (ty.: Drau) udspringer vest for Lienz ved Toblacher Feld mellem Toblach og Innichen i Sydtyrol (Italien) og flyder indtil Lienz gennem Pustertal. Den brede Drautal blev dannet af gletsjere i istiden. Det flade dallandskab har gennem tiderne været vigtig for landbrug og bebyggelse, og området er et af Kärntens tættest beboede områder. Således ligger delstatens næststørste by Villach og den fjerdestørste Spittal an der Drau begge i Drautal.

## Sidedale
De vigtigste sidedal til Drautal er:
- Mölltal fra venstre ved Möllbrücke
- Liesertal fra venstre ved Spittal an der Drau
- Gailtal fra højre ved Villach
- Gegendtal fra venstre ved Villach
- Gurktal fra venstre ved Grafenstein
- Lavanttal fra venstre ved Lavamünd
- Miestal fra højre ved Unterdrauburg